# Lonchaea iona
Lonchaea iona är en tvåvingeart som beskrevs av Macgowan 2001. Lonchaea iona ingår i släktet Lonchaea och familjen stjärtflugor.
Artens utbredningsområde är Andorra. Inga underarter finns listade i Catalogue of Life.